# 丘英二
丘英二（1915年11月16日—2014年9月25日），台灣詩人。原名張良典。 台南市安定區人。台北醫專畢業，行醫為業。早在台南一中讀高中時就開始以詩歌為主的文學創作，常向《台南新報》等報刊投寄詩稿。 1935年秋與楊熾昌、李張瑞、林修二等人共創風車詩社，發行《風車詩刊》。此後詩風頗受超現實主義影響。二戰後受二二八事件衝擊而擱筆，在台南開設良典醫院。他用日文創作，詩作散見於《台灣文藝》、《台灣新聞》、《台南新報》等報刊。主要作品有〈秋雨〉（1935）、〈鄉愁之冬〉（1935）、〈孤獨〉（1935）、〈沒有星星的夜晚〉（1935）等。詩歌〈鄉愁之冬〉原載1935年《台灣文藝》第二卷第六號，表達了一個流浪者尋找心靈棲身處的渴望和哀婉之情。丘英二的詩作大多以散文詩形式寫成，在當時的台灣頗具新意。

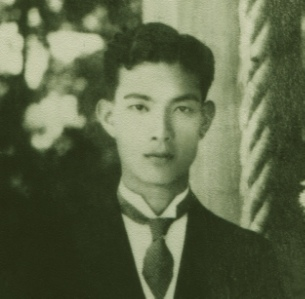
丘英二

## 作品的刊載與出版
- 丘英二的日文詩作〈秋雨〉，戰後由台灣詩人陳千武翻譯成中文，之後被收錄在陳明台主編的《陳千武譯詩選集》裡。[1]
- 丘英二的日文詩作〈沒有星星的夜晚〉、〈孤獨〉，戰後，被人翻成中文，收錄在林瑞明主編《國民文選‧現代詩卷I》。[2]
- 陳允元、黃亞歷編，《日曜日式散步者：風車詩社及其時代》全二冊，臺北市：行人文化實驗室、臺南市政府文化局，2016年。

## 外部連結
- 丘英二@台灣大百科全書（页面存档备份，存于）

1. ↑  陳明台主編，《陳千武譯詩選集》，台中市文化局，2003年8月初版。
2. ↑  林瑞明主編，《國民文選‧現代詩卷I》，台北市：玉山社，2005年。